# Parastratocles
Parastratocles is een geslacht van Phasmatodea uit de familie Pseudophasmatidae. De wetenschappelijke naam van dit geslacht is voor het eerst geldig gepubliceerd in 1906 door Redtenbacher.

## Soorten
Het geslacht Parastratocles omvat de volgende soorten:
- Parastratocles adelphus (Redtenbacher, 1906)
- Parastratocles aeruginosus Redtenbacher, 1906
- Parastratocles bennettii (Gray, 1835)
- Parastratocles bogotensis (Kirby, 1896)
- Parastratocles carbonarius (Redtenbacher, 1906)
- Parastratocles cryptochloris (Rehn, 1904)
- Parastratocles flavipes (Redtenbacher, 1906)
- Parastratocles lugubris (Redtenbacher, 1906)
- Parastratocles multilineatus (Rehn, 1904)
- Parastratocles radiatus (Scudder, 1875)
- Parastratocles rufipes (Redtenbacher, 1906)
- Parastratocles viridis (Hebard, 1919)